# Guy Bono

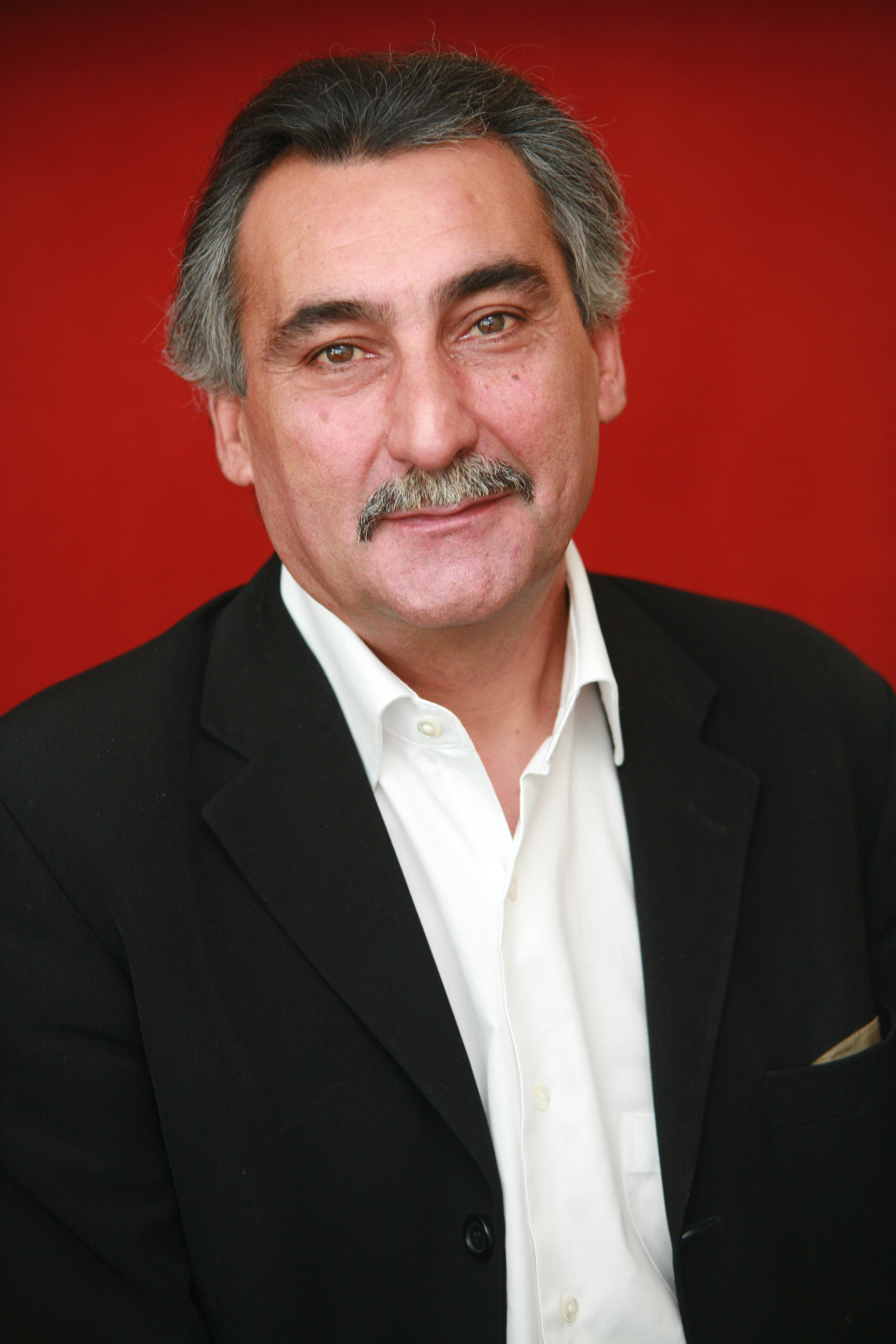
Guy Bono, 2006

Guy Bono (* 30. April 1953 in Béja, Tunesien) ist ein französischer Politiker der Parti socialiste.

## Leben
Bono studierte Chemie. Er war von 2004 bis 2009 Abgeordneter im Europäischen Parlament. In jenen Jahren war er Mitglied im Ausschuss für Kultur und Bildung und in der Delegation im Gemischten Parlamentarischen Ausschuss EU-Mexiko. 